# Gare de Meurchin
Gare de Meurchin vasútállomás Franciaországban, Meurchin településen.

## Vasútvonalak
Az állomást az alábbi vasútvonalak érintik:
- Lens-Don-Sainghin-vasútvonal

## Kapcsolódó állomások
A vasútállomáshoz az alábbi állomások vannak a legközelebb:
- Gare de Pont-à-Vendin
- Gare de Bauvin - Provin